# ホワイトフォンテン
ホワイトフォンテンは日本の競走馬。
芦毛の逃げ馬で、父親の名前（ノーアリバイ）と毛色から「白い逃亡者」の異名をとり、同期のハイセイコーに勝るとも劣らぬ人気を誇った。高橋司騎手とのコンビで人気を博した。

## 現役時代
1972年秋にデビュー、2戦目の新馬戦を後の桜花賞馬・ニットウチドリを相手に勝ち上がった。その後4つの勝ち鞍をあげるが、唯一出走した1973年の日本ダービーは先行策に打って出るも24着惨敗に終わっている。
1974年秋に久し振りの勝利を収めると、仲冬ステークス・日本最長距離ステークスを逃げ切って勝利した。但し、日本最長距離ステークスの勝利タイムがあまりにも遅すぎたため、レースに対する疑問の声が噴出してしまい、結果的にレースが廃止される一因を作った。
その後、再び敗北が続いたが、1975年、ブービー人気の日本経済賞を逃げ切り重賞を初制覇。フジノパーシア・スルガスンプジョウ・イチフジイサミと言った強敵を相手にしての勝利（単勝万馬券）であった。
続いて毎日王冠を7番人気で逃げ切ったが、暮れの有馬記念は最下位（13着）に敗れた。
翌1976年にはアメリカジョッキークラブカップをまたもやブービー人気で逃げ切り勝利。更に日本経済賞を4番人気で逃げ切って同レースを連覇し、重賞は4勝目を数えた。
しかし、天皇賞（秋）では、ロングホークに先手を取られ見せ場すら作れず3コーナーより前から大きく失速。勝ち馬・アイフルから大きく離された最下位に惨敗した。翌1977年1月23日、引退レースの予定だったアメリカジョッキークラブカップでは、本馬場入場の前に故障を発生（左前肢骨折）したため発走除外となりそのまま引退した。

## 年度別競走成績
- 1972年（5戦2勝）
- 1973年（9戦2勝）
- 1974年（12戦2勝）
  - 3着 - 京王杯スプリングハンデキャップ
- 1975年（13戦3勝）
  - 1着 - 日本経済賞、毎日王冠、日本最長距離ステークス（1000万下）
  - 5着 - 新潟記念
- 1976年（11戦2勝）
  - 1着 - アメリカジョッキークラブカップ、日本経済賞
  - 3着 - ダイヤモンドステークス
  - 4着 - アルゼンチン共和国杯
  - 5着 - 目黒記念（春）

## 引退後
競走馬を引退したホワイトフォンテンは、骨折のために1年遅れたものの種牡馬生活を開始した。実績の割には種付け人気は低くなく、種牡馬引退前年（1988年）まで毎年20 - 40頭に種付けを行っていた。
代表産駒は、皐月賞5着のアサカフォンテン、1989年の朝日チャレンジカップで3着に入ったイチヨシマサルなど。母の父としては東京3歳優駿牝馬、OROカップ、エメラルドカップ優勝馬トミケンブライトを出している。
引退後、一部メディアにおいて「現役時は人気が高いほど凡走し、低いほど好走する穴馬であった」と評される時は珍しくなかった。また、「何故ホワイトフォンテンは逃げるのか？アリバイがないからさ（父馬の名がノーアリバイであることが由来）」とジョークを言われる時もあった。
1989年に種牡馬引退。後の1996年、新冠町の隆栄牧場で老衰により27歳で死亡した。

## 血統表
| ホワイトフォンテンの血統            | ホワイトフォンテンの血統               | ホワイトフォンテンの血統 | （血統表の出典）     | （血統表の出典） |
| 父系                                | ネイティヴダンサー系                   | ネイティヴダンサー系     | ネイティヴダンサー系 |                  |
| 父 *ノーアリバイ No Alibi 1963 栗毛 | 父の父Dan Cupid 1956 栗毛              | Native Dancer            | Polynesian           | Polynesian       |
| 父 *ノーアリバイ No Alibi 1963 栗毛 | 父の父Dan Cupid 1956 栗毛              | Native Dancer            | Geisha               |                  |
| 父 *ノーアリバイ No Alibi 1963 栗毛 | 父の父Dan Cupid 1956 栗毛              | Vixenette                | Sickle               | Sickle           |
| 父 *ノーアリバイ No Alibi 1963 栗毛 | 父の父Dan Cupid 1956 栗毛              | Vixenette                | Lady Reynard         |                  |
| 父 *ノーアリバイ No Alibi 1963 栗毛 | 父の母Eavesdrop 1956 栗毛              | Spy Song                 | Balladier            | Balladier        |
| 父 *ノーアリバイ No Alibi 1963 栗毛 | 父の母Eavesdrop 1956 栗毛              | Spy Song                 | Mata Hari            |                  |
| 父 *ノーアリバイ No Alibi 1963 栗毛 | 父の母Eavesdrop 1956 栗毛              | Providence               | Easton               | Easton           |
| 父 *ノーアリバイ No Alibi 1963 栗毛 | 父の母Eavesdrop 1956 栗毛              | Providence               | War Kilt             |                  |
| 母 レベッカの弐 1964 芦毛           | 母の父*ダイハード Die Hard 1957 栃栗毛 | Never Say Die            | Nasrullah            | Nasrullah        |
| 母 レベッカの弐 1964 芦毛           | 母の父*ダイハード Die Hard 1957 栃栗毛 | Never Say Die            | Singing Grass        |                  |
| 母 レベッカの弐 1964 芦毛           | 母の父*ダイハード Die Hard 1957 栃栗毛 | Mixed Blessing           | Brumeux              | Brumeux          |
| 母 レベッカの弐 1964 芦毛           | 母の父*ダイハード Die Hard 1957 栃栗毛 | Mixed Blessing           | Pot-Pourri           |                  |
| 母 レベッカの弐 1964 芦毛           | 母の母*レベッカ Rebecca III 1957 芦毛  | Migoli                   | Bois Roussel         | Bois Roussel     |
| 母 レベッカの弐 1964 芦毛           | 母の母*レベッカ Rebecca III 1957 芦毛  | Migoli                   | Mah Iran             |                  |
| 母 レベッカの弐 1964 芦毛           | 母の母*レベッカ Rebecca III 1957 芦毛  | Nemalia                  | Nearco               | Nearco           |
| 母 レベッカの弐 1964 芦毛           | 母の母*レベッカ Rebecca III 1957 芦毛  | Nemalia                  | Emali                |                  |
| 母系(F-No.)                         | (FN:22-d)                              | (FN:22-d)                | (FN:22-d)            | [ § 2 ]          |
| 5代内の近親交配                     | Nearco 5･4（母内）                     | Nearco 5･4（母内）       | Nearco 5･4（母内）   | [ § 3 ]          |
| 出典                                | 1. 2. 3.                               | 1. 2. 3.                 | 1. 2. 3.             | 1. 2. 3.         |

- 5代母Eclairはファルマスステークス勝ち馬。
- 4代母Emaliの曾孫に名種牡馬のブラッシンググルームがいる。